# علف فیل دریایی
علف فیل دریایی (نام علمی: Halophila ovalis) نام یک گونه از سرده علف بادبزنی دریایی است.